# Brusspärr
Brusspärr (engelska squelch) är inom telekommunikation en kretsfunktion som verkar för att undertrycka ljud- (eller video-)utmatningen hos en mottagare i avsaknad av en tillräckligt stark önskad insignal. I huvudsak är brusspärr en specialiserad typ av ljudport som är utformad för att undertrycka slumpmässiga signaler. Brusspärr används ofta i tvåvägsradio och radioskannrar för att undertrycka ljudet av kanalbrus när radion inte tar emot en överföring. En brusspärr kan vid behov (vanligen) öppnas, vilket gör att alla signaler går in i mottagaren för att bli hörda. Detta kan vara användbart när man försöker höra avlägsna eller annars svaga signaler, till exempel vid DX-ing.